# Miodrag Bulatović
Miodrag Bulatović (v srbské cyrilici Миодраг Булаговић, Oklada, Bijelo Polje, 20. února 1930 – 15. března 1991, Igalo) byl srbský romanopisec a dramatik. Pocházel z Černé Hory. Jeho díla se snažila prozkoumat temnou stranu člověka, násilí, sex a úpadek. Bulatović za svoji tvorbu získal několik ocenění.

## Život
Jako mladý se Bulatović nejprve vzdělával sám. Až později teprve nastoupil na gymnázium a později studoval i na Bělehradské univerzitě, kde se věnoval psychologii a literatuře. Pracoval dlouhou dobu jako novinář, například ve známých jugoslávských denících Borba, Pobjeda, Omladina nebo Politika. Na přelomu 80. a 90. let bránil politiku Slobodana Miloševiće, byl vysoce postaveným členem Srbské socialistické strany a stoupencem srbského nacionalismu. Díky tomu se zařadil mezi mnohé kontroverzní osobnosti moderního Srbska.

## Dílo
Jeho díla patřila k velmi často překládaným, a to jak do češtiny či slovenštiny, tak i do jiných jazyků - světových a západoevropských. Mezi hlavní díla Miodraga Bulatoviće patří například sbírka povídek Djavoli dolaze (Ďáblové z mansardy), nebo Crveni petao leti prema nebu (Červený kohout letí k nebi). Druhá z těchto knih se věnuje životu v oblasti severní Černé Hory (bývalém Sandžaku). Obě díla patří k dřívější tvorbě autora, kterou přerušil protest proti vměšování se do jeho práce, ke kterému v Jugoslávii údajně docházelo. Další díla Bulatoviće proto vycházela v zahraničí (Bulatović strávil několik let v Paříži, Římě a Mnichově) a v Jugoslávii až se zpožděním. I přesto však byla dobře hodnocena. V polovině šedesátých let se objevil také román Heroj na magarcu (Hrdina na oslu), kde Bulatović rozebíral téma italské okupace na území dnešní Černé Hory. Na známou hru Čekání na Godota reagoval volným pokračováním s názvem Godot je došao (Godot přišel). V sedmdesátých letech spatřilo světlo světa dílo Ljudi sa četiri prsta (Lidé se čtyřmi prsty) a jeho pokračování Peti prst (Pátý prst), které následovalo o dva roky později. Za druhé uvedené dílo získal Bulatović prestižní cenu časopisu NIN.